# طالوس

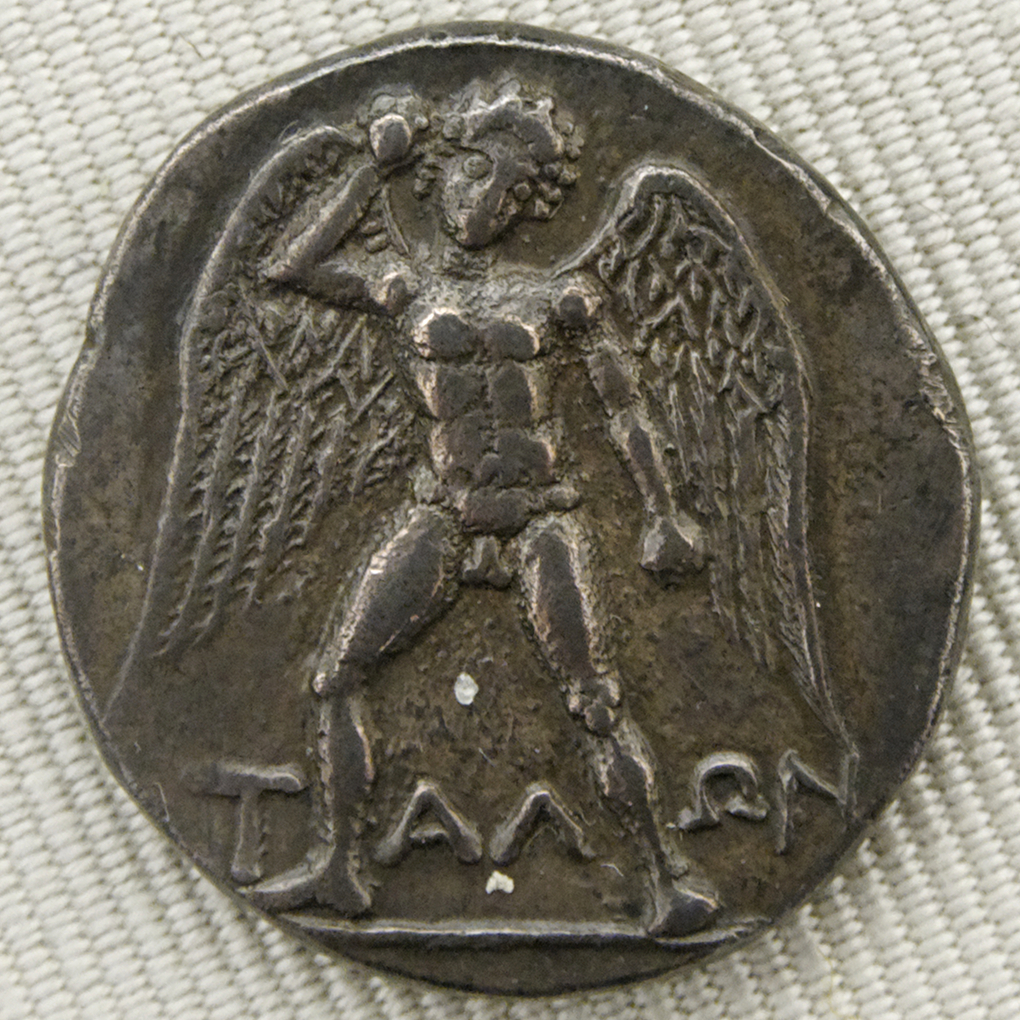

طالوس (باليونانية: Τάλως)‏، في الأساطير الإغريقية، هو رجل من النحاس صنعه هيفيستوس لمينوس ليحرس يوروبا في كريت. وكان يتجول على طول شواطئ كريت ثلاث مرات يومياً.